# Torneo Conde de Godó 2009
Barcelona Open Banco Sabadell 2009, competición Trofeo Conde de Godó de la Asociación de Tenistas Profesionales (ATP) formando parte de ATP World Tour 500 celebrada durante el mes de abril de 2009 en Barcelona, España.

## Campeones
- Individuales masculinos:  Rafael Nadal derrota a   David Ferrer, 6–2, 7–5.

- Dobles masculinos:  Daniel Nestor /  Nenad Zimonjić derrotan a   Mahesh Bhupathi /  Mark Knowles, 6–3, 7–6(9).